# Луковица при Брезовици
Луковица при Брезовици (словен. Lukovica pri Brezovici) је насељено место у општини Лог–Драгомер, Средњесловенска регија, Словенија.

## Историја
До територијалне реорганизације у Словенији била је у саставу старе општине Врхника.

## Становништво
У попису становништва из 2011. године, Луковица при Брезовици је имала 501 становника.
| Број становника према пописима | Број становника према пописима | Број становника према пописима |
| ------------------------------ | ------------------------------ | ------------------------------ |
| 1991                           | 2002                           | 2011                           |
| 459                            | 513                            | 501                            |

Напомена: До 1955. исказивано под именом Луковица.